# SMS Stettin
El SMS Stettin, por el nombre de la ciudad homónima del Reino de Prusia, fue un crucero ligero (Kleiner Kreuzer) de la clase Königsberg construido para la Armada Imperial alemana (Kaiserliche Marine). Sus buques gemelos incluyeron al SMS Königsberg, SMS Stuttgart y SMS Nürnberg. Fue puesto en quilla por el astillero AG Vulcan Stettin en 1906 y botado en marzo de 1907. El buque fue completado en octubre de ese mismo año, momento en que fue asignado a la Hochseeflotte de la marina alemana. El Stettin estaba armado, como sus gemelos, con diez cañones de 105 mm (4,1"), ocho cañones de 52,8 mm (2,1 plg), y dos tubos lanzatorpedos sumergidos de 450 mm. El buque era capaz de navegar a velocidad máxima de 25 nudos (46,3 km/h; 28,8 mph).
En 1912 el Stettin se unió al crucero de batalla Moltke y al crucero ligero Bremen para una visita de cortesía a Estados Unidos. Después del estallido de la Primera Guerra Mundial, el Stettin sirvió en las fuerzas de reconocimiento de la flota alemana. Prestó servicio pesado durante los primeros tres años de la guerra, incluyendo la Batalla de la bahía de Heligoland en agosto de 1914 y la Batalla de Jutlandia entre mayo y junio de 1916, junto con otras operaciones más limitadas en los mares del Norte y Báltico. En 1917, fue retirado del servicio de primera línea y utilizado como buque escuela hasta el final de la guerra. A raíz de la derrota alemana, el Stettin se entregó a los aliados y se desguazó en 1923. Sus colores en tiempo de paz fueron amarillo ocre y blanco/gris en tiempo de guerra

## Construcción

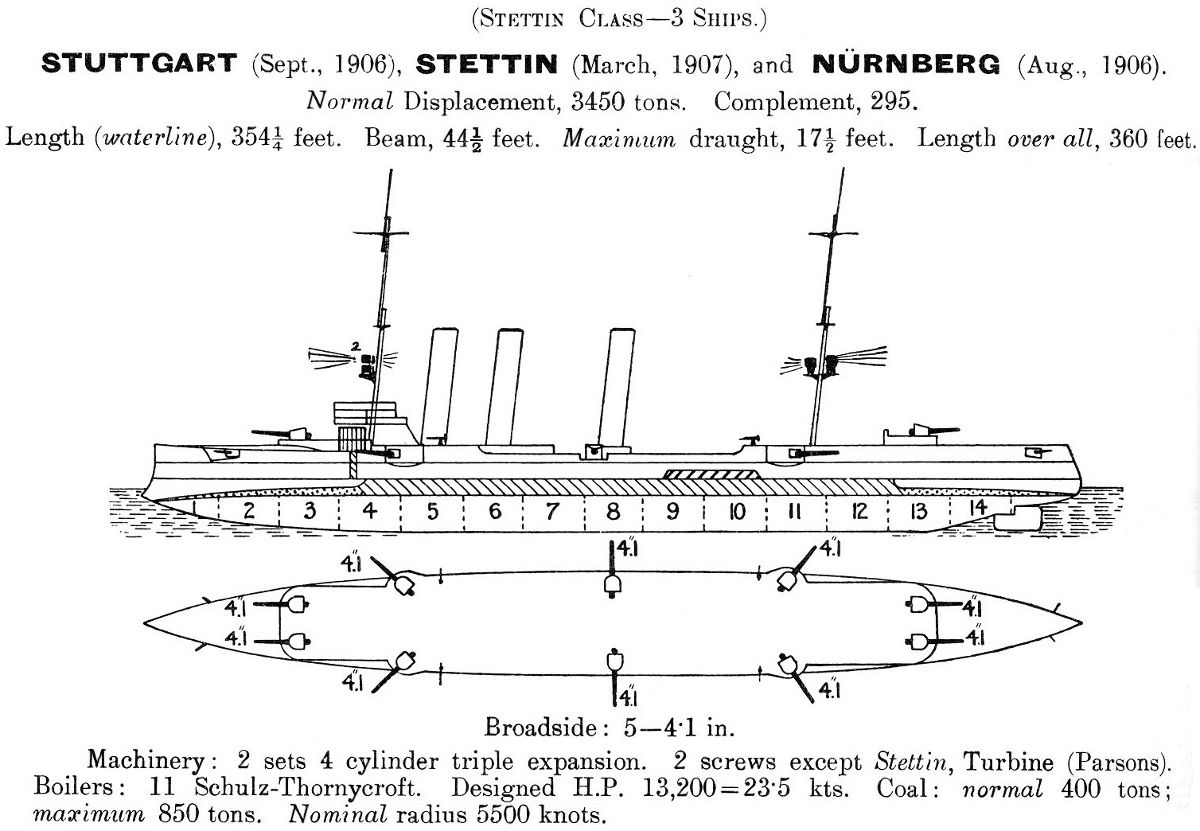
Perfil y planta de la clase Könisberg, que incluye al Stettin.

Los barcos de clase Königsberg fueron diseñados para servir como flotas de exploración en aguas nacionales y en el imperio colonial alemán. Esto fue el resultado de restricciones presupuestarias que impidieron a la Kaiserliche Marine construir cruceros más especializados adecuados para ambas funciones. La clase Königsberg fue un desarrollo iterativo de la clase anterior Bremen. Se pretendía que los cuatro miembros de la clase fueran idénticos, pero después de que se comenzó a construir el buque inicial, el personal de diseño incorporó lecciones aprendidas de la guerra ruso-japonesa. Estos incluyeron reordenamientos internos y un alargamiento del casco. El Stettin fue equipado con turbinas de vapor con carácter experimental; siendo el segundo crucero de la flota alemana equipado de esta forma.  El coste de la producción del buque ascendió a 6 398 000 ℳ.

### Dimensiones y tripulación
El Stettin tenía 115,3 m (378,3 pies) de eslora total (LOA) y una manga de 13,2 m (43,3 pies) y un calado de 5,29 m (17,4 pies) en proa. Su desplazamiento estándar (Δe) era de 3480 toneladas (3425 toneladas largas; 3836 toneladas cortas) y hasta de 3822 t (3762 LT; 4213 ST) a plena carga (Δm). El barco tenía una superestructura mínima, que consistía en una pequeña torre de mando y una estructura de puente. Su casco tenía un castillo de proa elevado y una toldilla, junto con una pronunciada proa de ariete. Estaba equipado con dos mástiles. El Stettin tenía una tripulación de 14 oficiales y 308 entre suboficiales y marinería.

### Propulsión
Su sistema de propulsión constaba de dos turbinas de vapor Parsons que impulsaban un par de hélices de tornillo. El vapor era proporcionado por once calderas acuotubulares de tipo marino alimentadas con carbón que se ventilaban a través de tres embudos. El sistema de propulsión del barco estaba diseñado para producir 13 500 caballos de vapor (9929 kW) para una velocidad máxima de 23 nudos (42,6 km/h; 26,5 mph), aunque superó estas cifras en servicio. El almacenamiento normal de carbón ascendió a 400 t (394 LT; 441 ST). A un ritmo más económico de 12 nudos (22,2 km/h; 13,8 mph), el barco tenía una autonomía de aproximadamente 5750 millas náuticas (10 649 km; 6617 mi).

### Armamento
El barco estaba armado con una batería principal de diez cañones SK L/40 de 105 mm en soportes de pedestal único. Dos fueron colocados uno al lado del otro avante del castillo de proa; seis estaban ubicados en el costado, tres a cada lado; y dos estaban uno al lado del otro en popa. Los cañones tenían una elevación máxima de 30 grados, lo que les permitía atacar objetivos a una distancia de 12 700 m (6,857 nmi). Se les suministró 1 500 cartuchos de munición, a razón de 150 proyectiles por arma. El barco también estaba equipado con ocho cañones SK L/55 de 52,8 mm con 4 000 cartuchos de munición. También estaba equipado con un par de tubos lanzatorpedos de 450 mm (17,7 plg) con cinco torpedos sumergidos en el casco en el costado.

### Blindaje
El barco estaba protegido por una cubierta blindada curva de 80 mm (3,1 plg) de espesor en el centro del barco. La cubierta estaba inclinada hacia abajo a los lados, con un espesor de 45 mm (1,8 plg), para brindar protección contra el fuego enemigo. Los lados de la torre de mando tenían 100 mm (3,9 plg) de espesor. Los cañones de su batería principal estaban equipados con escudos balísticos de 50 mm (2 plg) de espesor.

## Historial de servicio

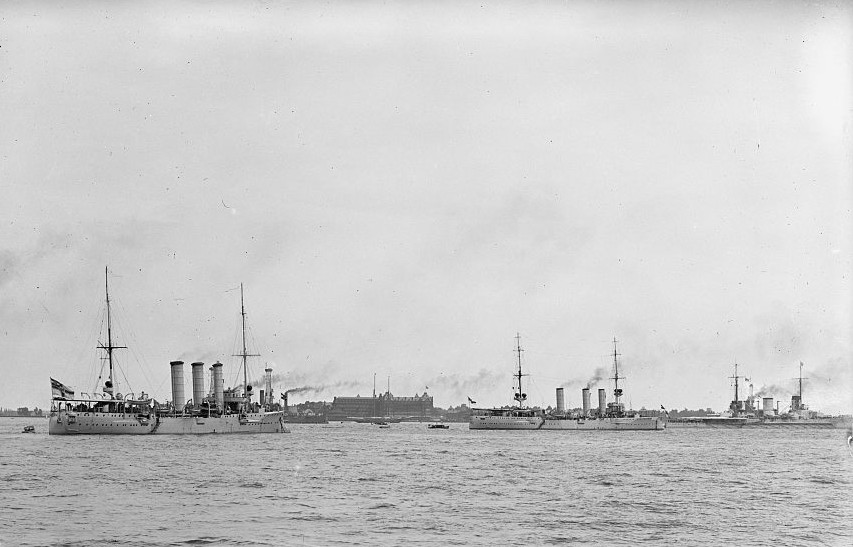
Los cruceros alemanes SMS Bremen, SMS Stettin y el crucero de batalla SMS Moltke (de izquierda a derecha) en Hampton Roads (Virginia), el 3 de junio de 1912.

El Stettin fue encargado bajo el nombre de contrato "Ersatz Wacht" el 20 de diciembre de 1905. Fue puesto en quilla en el astillero AG Vulcan Stettin en la ciudad del mismo nombre el 22 de marzo de 1906. Fue botado el 7 de marzo de 1907, donde el alcalde de Stettin pronunció un discurso en la ceremonia de botadura. A continuación comenzaron los trabajos de acondicionamiento, que finalizaron en septiembre de 1907. Debido a sus turbinas experimentales, la Armada alemana examinó el barco a fondo antes de aceptarlo. Fue puesto en servicio activo el 29 de octubre para comenzar las pruebas de mar. Después de sus pruebas iniciales, fue asignado a la Unidad de Exploración el 20 de enero de 1908, reemplazando al crucero Frauenlob. En ese momento el Fregattenkapitän Friedrich Boedicker tomó el mando del barco. En febrero, el buque y el resto de la unidad de exploración visitaron Vigo (España), durante un crucero con la Flota de Alta Mar. La rutina normal de ejercicios de entrenamiento en tiempos de paz del Stettin se vio interrumpida del 17 de junio al 8 de agosto, cuando se le ordenó escoltar al Hohenzollern, el yate del kaiser Guillermo II. Durante este período, los barcos navegaron a Estocolmo (Suecia), donde el rey sueco Gustavo V visitó el Stettin. Más tarde, en agosto, Boedicker fue reemplazado por el también FKpt Curt von Rössing.
A principios de 1909, estallaron disturbios civiles en el Imperio Otomano contra los cristianos que vivían en el país. En aquel momento el Hohenzollern navegaba por el Mediterráneo con el crucero Hamburg como escolta. El Hamburg fue destacado para intervenir en el sur de Anatolia en el Imperio Otomano, y el Stettin fue enviado para reemplazarle como escolta del Hohenzollern. El 9 de abril partió de Kiel en compañía del crucero ligero Lübeck, que debía apoyar al Hamburg en las operaciones frente a la costa de Anatolia. Los barcos llegaron a Corfú el 1 de mayo. Mientras los barcos estaban en Pola (Austria-Hungría) el 15 de mayo, el Stettin recibió órdenes de regresar a Alemania. Llegó a Kiel el 26 de mayo. En octubre, el FKpt Wilhelm Höpfner relevó a Rössing como capitán del barco. El Stettin volvió a servir de escolta del Hohenzollern en 1910, del 7 al 30 de julio. Este año los barcos navegaron en aguas escandinavas. En septiembre el comandante del barco volvió a rotar y el FKpt Johannes Hartog asumió el mando. El año 1911 transcurrió sin incidentes para Stettin, más allá de la rutina normal de ejercicios de entrenamiento y maniobras de flota en tiempos de paz. En octubre, el FKpt Wilhelm von Krosigk se convirtió en el próximo capitán del barco.
En marzo de 1912, el Stettin fue asignado a la División de Cruceros de América del Este, que también incluía al crucero de batalla Moltke y al crucero ligero Bremen, y estaba comandado por el Konteradmiral Hubert von Rebeur-Paschwitz. Los barcos fueron enviados a realizar un crucero de buena voluntad a los Estados Unidos donde el Moltke fue el único buque capital alemán que visitó Estados Unidos. El 11 de mayo de 1912, los barcos partieron de Kiel y llegaron a Hampton Roads (Virginia), el 30 de mayo. Allí se reunieron con la Flota Atlántica de Estados Unidos y fueron recibidos por el entonces presidente William Howard Taft a bordo del yate presidencial USS Mayflower. Después de recorrer la Costa Este durante dos semanas, regresaron a Alemania. A la vuelta hicieron escala en Vigo del 22 al 26 de junio, antes de continuar hasta Kiel, donde llegaron tres días después. Posteriormente, el Stettin regresó a la unidad de reconocimiento.
En julio de 1913, el Stettin fue enviado a Pillau para la ceremonia de ianuguración de un monumento a Federico Guillermo I, elector de Brandeburgo. Más tarde ese año, estuvo involucrada en una colisión menor con el barco de vapor SS Cassandra, percance en el que al Stettin le arrancaron el extremo de un mástil. El barco participó en su último ejercicio de entrenamiento en tiempos de paz con la Flota de Alta Mar en noviembre de 1913. Posteriormente fue reemplazado en la unidad de reconocimiento por el nuevo crucero Rostock, y el 4 de febrero de 1914, el Stettin redujo su tripulación. El 1 de julio, el barco fue reactivado y recibió una tripulación completa; ahora se uniría a la fuerza de submarinos como buque insignia de la flotilla de submarinos. El Stettin se convirtió en el buque insignia de la II Flotilla de Submarinos. En ese momento, Korvettenkapitän Karl August Nerger tomó el mando del barco; sirvió a bordo del mismo hasta marzo de 1916. En ese periodo, el archiduque Francisco Fernando de Austria-Hungría fue asesinado, lo que desató la crisis de julio y condujo al estallido de la Primera Guerra Mundial a finales de ese mes, comenzando con la declaración de guerra austrohúngara a Serbia el día 28.

## Primera Guerra Mundial

### Operaciones en el Mar del Norte
El Stettin continuó en su papel como buque insignia de la flotilla de submarinos después del inicio de las hostilidades. El 6 de agosto, el buque y el crucero Hamburg escoltaron una flotilla de submarinos hacia el Mar del Norte en un intento de atraer a la flota británica, que luego podría ser atacada por los submarinos. La fuerza navegó unas 100 millas náuticas (185 km; 115 mi) al noroeste de Heligoland y luego regresó al puerto sin haber encontrado ningún buque de guerra británico. Hicieron un segundo barrido en el Mar del Norte el 8 de agosto, nuevamente sin resultados.

#### Batalla de la bahía de Heligoland
Unas dos semanas después, el 28 de agosto, el Stettin participó en la batalla de la bahía de Heligoland. Al comienzo del enfrentamiento, el Stettin, Frauenlob y Hela apoyaron la línea de torpederos que patrullaban la bahía; el Stettin estaba fondeado al noreste de Heligoland, y los otros dos barcos estaban a ambos costados. La fuerza de interposición alemana estaba bajo el mando del contraalmirante Franz von Hipper, comandante de las fuerzas de reconocimiento de la Flota de Alta Mar. Cuando los británicos atacaron por primera vez los torpederos alemanes, Hipper envió inmediatamente al Stettin y Frauenlob, y a varios otros cruceros que estaban en apoyo distante, para que acudieran en su ayuda. A las 08:32, el Stettin recibió el informe de torpederos alemanes en contacto con los británicos, e inmediatamente levó anclas y partió para apoyarlos. Veintiséis minutos más tarde, se encontró con los destructores británicos y abrió fuego a una distancia de 8,5 km (5,3 millas). El ataque obligó a los barcos británicos a separarse y regresar al oeste. Durante el enfrentamiento, los vigías a bordo del Stettin divisaron un crucero británico en la distancia, pero no se unió a la batalla. A las 9:10, los británicos se habían posicionado fuera de su alcance y el Stettin retrocedió para poner sus calderas a pleno potencia. Durante esta parte de la batalla, el barco recibió un impacto en el cañón n.º 4 de estribor, que causó la muerte a dos hombres e hirió gravemente un tercero. Su intervención impidió que los británicos hundieran los torpederos V1 y S13.

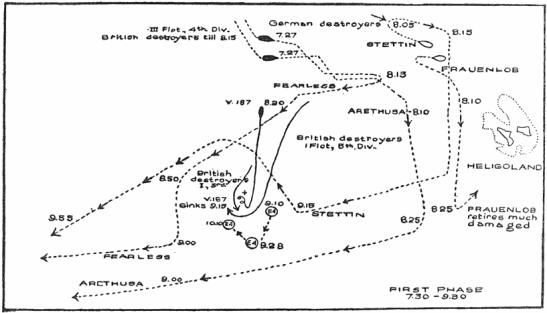
Mapa mostrando la primera fase de la batalla, incluyendo las acciones del Stettin contra los destructores británicos

A las 10:00, el Stettin tenía sus calderas a pleno rendimiento y era capaz de alcanzar su velocidad máxima. Por lo tanto, regresó a la batalla y, a las 10:06, se encontró con ocho destructores británicos y los atacó inmediatamente, abriendo fuego a las 10:08. Se observaron varios impactos en la formación británica, que se dispersó y huyó. A las 10:13, la visibilidad había disminuido y el Stettin ya no podía ver a los destructores que huían, por lo que interrumpió la persecución. El barco fue alcanzado varias veces, sin causarle daños importantes, pero matando a otros dos tripulantes e hiriendo a otros cuatro hombres más. Alrededor de las 13:40 llegó el Stettin con el crucero Ariadne, que estaba siendo atacado por varios cruceros de batalla británicos. La tripulación del Stettin pudo ver en la bruma grandes fogonazos que, después de haber desactivado al Ariadne, se volvieron hacia el Stettin a las 14:05. La neblina salvó al barco, que pudo escapar después de que diez salvas no lo alcanzaran. A las 14:20 se encontró con el Danzig. Los cruceros de batalla alemanes Von der Tann y Moltke llegaron al lugar a las 15:25, momento en el que los británicos ya se habían desconectado y retirado. Hipper, en el Seydlitz, lo siguió de cerca y ordenó a los cruceros ligeros que retrocedieran. Después de realizar un breve reconocimiento más al oeste, los alemanes regresaron a puerto y llegaron a Wilhelmshaven a las 21:30. En total, el Stettin tuvo cuatro hombres muertos y nueve heridos.

#### Operaciones de la flota
El Stettin fue retirado de su función como buque insignia de la flotilla el 25 de noviembre y, dos días después, fue asignado al IV Grupo de Exploración, parte de la fuerza de interposición de los acorazados de la Flota de Alta Mar. Se convirtió en el buque insignia del grupo, bajo el mando del Kommodore Karl von Restorff. En ese momento, Restorff también era el comandante de la II Flotilla de Torpederos. En este nuevo rol, el Stettin se involucró en las incursiones en la costa británica llevadas a cabo por los cruceros de batalla del I Grupo de Exploración. El primero que involucró al Stettin comenzó el 15 de diciembre, cuando un grupo de exploración, dirigido por Hipper, llevó a cabo el bombardeo de Scarborough, Hartlepool y Whitby en la costa inglesa. El cuerpo principal de la Flota de Alta Mar, comandado por el almirante Friedrich von Ingenohl, se mantuvo al margen en apoyo distante; el Stettin y dos flotillas de torpederos protegieron la retaguardia de la formación. Esa noche, la flota de batalla alemana de unos doce acorazados y ocho pre-dreadnoughts se acercó a 10 millas náuticas (19 km; 12 millas) de un escuadrón aislado de seis acorazados británicos. Sin embargo, las escaramuzas entre las formaciones rivales en la oscuridad convencieron a Ingenohl de que se enfrentaba a toda la Gran Flota. Bajo órdenes del kaiser Guillermo II de evitar arriesgar la flota innecesariamente, Ingenohl resolvió que la flota de batalla regresara a Alemania.
El 26 de enero de 1915, los mandos de Restorff se dividieron; retuvo el control de la II Flotilla de Torpederos y cambió su bandera al crucero Kolberg, mientras que el KzS Georg Scheidt lo reemplazó como comandante del IV Grupo de Exploración. Scheidt, que fue ascendido a Konteradmiral el 23 de febrero, mantuvo al Stettin como buque insignia del grupo. En aquel momento la unidad estaba formada por el Stettin y los cruceros Stuttgart, Danzig, Berlin, München y Frauenlob. El Stettin luego se hizo a la mar para una operación de flota el 29 de marzo, aunque al IV Grupo de Exploración le faltaban Danzig y Stettin; en cambio, fueron reforzados con el Hamburg. La operación concluyó al día siguiente y no logró localizar los buques británicos. El 11 de abril, el Stettin, München y Frauenlob partieron para cubrir una patrulla de las 2.ª y 13.ª medias flotillas de torpederos hasta el área al sur de Horns Rev para inspeccionar los barcos pesqueros en el área. Siguieron dos operaciones de flota más en el Mar del Norte los días 17,18, 21 y 22 de abril, nuevamente sin dar lugar a encuentros con fuerzas británicas.

### Operaciones en el Báltico
El 4 de mayo de 1915, el IV Grupo de Exploración, que para entonces estaba formado por el Stettin, Stuttgart, München y Danzig, y veintiún torpederos, fue enviado al Mar Báltico para apoyar una importante operación contra las posiciones rusas en Libau. La operación estuvo al mando del Konteradmiral Hopman, comandante de las fuerzas de reconocimiento en el Báltico. Al IV Grupo de Exploración se le asignó la tarea de vigilar el norte para evitar que las fuerzas navales rusas salieran del Golfo de Finlandia sin ser detectadas, mientras varios cruceros blindados y otros buques de guerra bombardeaban el puerto. A los barcos del IV Grupo de Exploración se les ordenó patrullar la línea entre Huvudskär, Gotska Sandön y Ösel.
Los rusos intentaron intervenir con una fuerza de cuatro cruceros: el Admiral Makarov, el Bayan, el Oleg y el Bogatyr. Los barcos rusos se enfrentaron brevemente al München, y Scheidt ordenó a sus otros cruceros para que se unieran al Stettin y acudieran en ayuda del München. Las fuerzas rusas eran significativamente más fuertes que los cruceros ligeros alemanes, pero creían que intervendrían fuerzas alemanas más poderosas, por lo que se retiraron; de hecho, cuando llegaron informes de la acción al cuartel general alemán, acorazados de reconocimiento del IV Escuadrón de Batalla fueron destacados para reforzar a los cruceros de Scheidt. Poco después del bombardeo, Libau fue capturado por el avance del ejército alemán, y el Stettin y el resto del IV Grupo de Exploración fueron llamados a engrosar la Flota de Alta Mar y regresaron al Mar del Norte el 12 de mayo.

### Regreso al Mar del Norte
Poco después de regresar con la Flota de Alta Mar, el Stettin y el resto del IV Grupo de Exploración partieron para realizar otra incursión en el Mar del Norte del 17 al 18 de mayo. Otro intento de capturar buques británicos en el sur del Mar del Norte tuvo lugar los días 29 y 30 de mayo. Ninguna operación localizó barcos hostiles. El ritmo de las operaciones se desaceleró ligeramente y el 2 de julio, el Stettin volvió a servir en la fuerza de cobertura de una patrulla con torpederos entre los barcos pesqueros al sur de Horns Rev. El 10 de agosto, la flota se hizo a la mar nuevamente, esta vez para cubrir el regreso del crucero auxiliar Meteor, que regresaba de un crucero de asalto comercial. El comodoro Ludwig von Reuter reemplazó a Scheidt como comandante del grupo el 3 de septiembre. El Stettin cubrió una operación de colocación de minas frente al Banco Swarte los días 11 y 12 de septiembre. La última operación de flota de la guerra tuvo lugar del 23 al 24 de octubre en dirección a Horns Rev; al igual que sus predecesores, los barcos no encontraron buques británicos.
La flota alemana experimentó poca actividad durante el invierno de 1915-1916. La primera gran operación llevada a cabo por el Stettin y el resto del IV Grupo de Exploración tuvo lugar el 4 de marzo, y se trataba de una patrulla para cubrir el regreso del asaltante comercial Möwe. Al día siguiente, los barcos se unieron al cuerpo principal de la Flota de Alta Mar para un barrido en Hoofden que concluyó el 7 de marzo, nuevamente sin resultado. El Stettin permaneció en dique seco para mantenimiento periódico del 8 al 25 de marzo. Reuter abandonó temporalmente el barco el 28 de marzo, ya que fue transferido brevemente al mando del II Grupo de Exploración. El Kommodore Paul Heinrich, comandante de la II Flotilla de Torpederos, recibió el mando del IV Grupo de Exploración en ausencia de Reuters, que duró hasta el 13 de mayo, cuando Reuter regresó al Stettin. En ese momento, la unidad estaba formada por el Stettin, Frauenlob y München además del Hamburg, que era el buque insignia de las flotillas de torpederos de la flota, fue asignado tácticamente al IV Grupo de Exploración. Mientras Heinrich enarbolaba su bandera a bordo del Stettin, los barcos participaron en otra operación de la flota que resultó en el bombardeo de Yarmouth y Lowestoft por los cruceros de batalla del I Grupo de Exploración del 24 al 25 de abril.

#### Batalla de Jutlandia

Mapa mostrando las maniobras de la flota británica (azul) y la alemana (rojo) el 30–31 de mayo de 1916

En mayo de 1916, el comandante de la flota alemana, el almirante Reinhard Scheer, planeó una importante operación para aislar y destruir un escuadrón aislado de la flota británica. La operación resultó en la batalla de Jutlandia del 31 de mayo al 1 de junio de 1916. Al IV Grupo de Exploración se le encomendó la tarea de seleccionar la principal flota de batalla alemana. Mientras la escuadra alemana se acercaba al escenario del enfrentamiento entre los escuadrones de cruceros de batalla británicos y alemanes, el Stettin se adelantó al principal acorazado alemán, el König, con el resto del grupo disperso para detectar submarinos. El Stettin y el IV Grupo de Exploración no estuvieron muy comprometidos durante las primeras fases de la batalla, ya que estaban estacionados cerca del cuerpo principal de la flota y sus cañones no podían alcanzar objetivos a largas distancias en las que se libró principalmente la batalla; durante la parte diurna de la batalla, solo lograron disparar unas pocas salvas de forma intermitente cuando los barcos británicos se acercaron brevemente. Pero alrededor de las 21:30 se encontraron con el crucero británico HMS Falmouth. El Stettin y München dispararon brevemente contra el barco británico, pero la mala visibilidad obligó a los alemanes a cesar el fuego. Reuter viró el rumbo de sus escuadra 90° y desapareció en la neblina.
Durante la retirada de la batalla en la noche del 31 de mayo alrededor de las 23:30, los cruceros de batalla Moltke y Seydlitz pasaron demasiado cerca del Stettin, lo que lo obligó a reducir la velocidad. El resto del IV Grupo de Exploración no notó la reducción de velocidad, por lo que los barcos se desorganizaron. Poco después, el 2.º escuadrón de cruceros ligeros británico se topó con los cruceros alemanes, a los que se le unieron el Hamburg, Elbing y Rostock. Se produjo un feroz intercambio artillero a muy corta distancia; el Stettin recibió dos impactos al principio del enfrentamiento y se produjo un incendio. Uno de estos impactos dejó fuera de combate uno de sus cañones de babor de 105 mm. Una esquirla de proyectil perforó el tubo de vapor de la sirena del barco y el vapor que se escapaba afectó la visibilidad y obligó al barco a abandonar el intento de lanzar torpedos. En el tumulto, el HMS Southampton fue alcanzado por aproximadamente dieciocho proyectiles de 105 mm, incluidos algunos del Stettin. Los observadores alemanes a bordo del Stettin informaron haber visto incendios a bordo del crucero británico. Mientras tanto, el Frauenlob resultó incendiado y hundido; cuando los cruceros alemanes viraron para evitar chocar con los restos del naufragio, el IV Grupo de Exploración se dislocó. Sólo el München permaneció junto al Stettin. Ambos barcos atacaron por error a los buques torpederos alemanes G11, V1 y V3 a las 23:55.
A las 04:00 horas del 1 de junio, la flota alemana había evadido a la flota británica y llegó a Horns Rev, no lejos de Esbjerg; los alemanes luego regresaron al puerto. En el transcurso de la batalla, el Stettin sufrió ocho bajas y 28 heridos. Había disparado un total de 81 proyectiles con sus cañones de 105 mm.

### Siguientes operaciones
Después de la batalla, el Stettin fue atracado en el astillero Reiherstieg Schiffswerfte & Maschinenfabrik en Hamburgo para reparaciones que duraron del 7 al 22 de junio. Luego fue trasladado al Kaiserliche Werft (Astillero Imperial) en Wilhelmshaven para realizar trabajos adicionales del 6 al 19 de julio. Cuando se completaron las reparaciones de los barcos del IV Grupo de Exploración en julio, la unidad estaba formada por el Stettin, Stuttgart, Danzig, Hamburg, München y Berlin. Del 18 al 20 de agosto, los barcos participaron en una operación de la flota en el sur del Mar del Norte, que desembocó en la acción del 19 de agosto. Reuter fue transferido de nuevo al II Grupo de Exploración el 11 de septiembre y fue reemplazado por el Kommodore Karl Seiferling. Otra salida de la flota tuvo lugar del 18 al 20 de octubre, hasta el oriente del Banco Dogger. Durante la operación, el München fue torpedeado por un submarino británico y tuvo que ser remolcado de regreso a puerto por el Berlin. El Stettin eludió un torpedo pero otro impactó el barco. La ojiva no llegó a detonar, pero el impacto deformó el casco y rasgó parte del revestimiento. El 3 de diciembre, el Stettin fue reemplazado como buque insignia del grupo por el crucero Stralsund.
El Stettin participó en una operación de colocación de minas el 10 de enero de 1917, que colocó una barrera defensiva contra minas entre Heligoland y Norderney. Durante el resto del año, la flota alemana permaneció en gran parte en el puerto, y los cruceros del IV Grupo de Exploración se limitaron en gran medida a patrullas defensivas en la Bahía Alemana para proteger a la fuerza de submarinos cuando partía y regresaba a sus bases en Alemania. El 4 de julio, el Stettin viajó al Báltico para realizar ejercicios de entrenamiento; también fue utilizado como objetivo durante las prácticas de tiro. Este período duró hasta el 10 de noviembre. Fue destacado del IV Grupo de Exploración en agosto y el 10 de septiembre se convirtió en el buque insignia del Comandante de las Defensas del Mar Báltico Occidental, KAdm Hermann Nordmann. El buque reemplazó al Deutschland anterior al acorazado en ese papel. El Stettin partió para realizar mantenimiento periódico en Wilhelmshaven el 8 de diciembre. Cuando regresó al Báltico el 17 de febrero de 1918, el mando de Nordmann se había fusionado con su homólogo para el Báltico central, y se convirtió en el Comandante de la Defensa del Báltico, aunque cambió su bandera del Stettin al Kolberg.
En aquel momento, el Stettin fue retirado del servicio de primera línea y utilizado como buque escuela en la escuela de submarinos. Fue empleado como barco objetivo para que las tripulaciones de submarinos practicaran torpedear un objetivo en movimiento. Hubo cierto debate sobre convertir el barco en un auxiliar para hidroaviones, como se había hecho con su barco gemelo Stuttgart a principios de ese año, pero no se llegó a materializar. En cambio, sirvió brevemente como buque insignia del Comandante de la Fuerza de Limpieza y Barrido de Minas del 10 de junio al 20 de julio, momento en el que fue reemplazada por el crucero Augsburg. Posteriormente, el Stettin regresó a la escuela de submarinos, donde permaneció hasta el final de la guerra en noviembre. Durante este período, el 25 de septiembre, el káiser Guillermo II visitó el barco.

## Últimos años y destino final
El 11 de noviembre entró en vigor el Armisticio con Alemania, que puso fin a los combates en la Primera Guerra Mundial. Tras la derrota de Alemania, el Stettin fue dado de baja en Wilhelmshaven el 19 o el 20 de diciembre en Kiel. Fue especificado entre la lista de buques que serían entregados a las potencias aliadas como premio de guerra según los términos del Tratado de Versalles. En consecuencia, fue eliminado del registro naval el 5 de noviembre de 1919. Salió de Alemania en compañía del crucero Danzig y trece torpederos entre el 9 y el 11 de septiembre de 1920 y llegó a Rosyth (Escocia), el 17 de septiembre, donde el Stettin sería entregado al Reino Unido bajo el nombre de transferencia "T". Los términos del Tratado de Versalles exigían que los antiguos buques de guerra alemanes fueran desmantelados o inutilizados en fechas específicas; a medida que se acercaba rápidamente la fecha límite para el Stettin (16 de marzo de 1922), fue vendido como chatarra a una empresa radicada en Copenhague, siendo desmantelado para se desguace en 1923.